# Héroes del Silencio
Héroes del Silencio (vertaald: Helden van de Stilte, ook bekend als Héroes of HDS) was een Spaanse rockband uit Zaragoza opgericht door gitarist Juan Valdivia en zanger Enrique Bunbury.
Tijdens de jaren 1980 hadden ze succes in Spanje, Noord- en Zuid-Amerika en in verscheidene Europese landen waaronder Duitsland, België, Zwitserland, Frankrijk, Joegoslavië en Portugal. De band was een van de hoofdrolspelers in de Spaanse rockscene. Na twaalf jaar besloten de bandleden in 1996 uit elkaar te gaan. Zanger Enrique Bunbury startte een soloproject en verschillende andere leden van de band gingen hun eigen weg. In 2007, elf jaar nadat ze uit elkaar waren gegaan, organiseerde de band een wereldtournee van tien concerten als onderdeel van de viering van hun twintigjarig bestaan.
- Biblioteca Nacional de España: XX118882
- Bibliothèque nationale de France: cb139837980 (data)
- Gemeinsame Normdatei: 5521593-2
- International Standard Name Identifier: 0000 0001 1957 9081
- Library of Congress Control Number: no2002023836
- MusicBrainz: 4bb712d6-8be9-4c09-810a-eb3bed2be345
- Nationale Bibliotheek van Tsjechië: xx0150475
- Virtual International Authority File: 152326878